# 1943年の日本公開映画
- 映画 > 映画の一覧 > 年度別日本公開映画 > 1943年の日本公開映画
- 映画 > 1943年の映画 > 1943年の日本公開映画

1943年の日本公開映画（1943ねんのにほんこうかいえいが）では、1943年（昭和18年）1月1日から同年12月31日までに日本で商業公開された映画の一覧を記載。作品名の右の丸括弧内は製作国を示す。
記載の凡例については年度別日本公開映画#凡例を参照

## 作品一覧

### 1月
- 美貌の敵（ドイツ）
- 3日
  - 伊那の勘太郎（日本）
  - 成吉思汗（日本）
- 14日
  - 阿片戦争（日本）
  - 開戦の前夜（日本）
- 21日
  - 青空交響楽（日本）

### 2月
- 祖先お誕生（イタリア）
- 11日
  - 歌行燈（日本）
  - 戦ひの街（日本）
- 25日
  - ハナ子さん（日本）

### 3月
- 18日
  - 音楽大進軍（日本）
- 25日
  - 姿三四郎（日本）
  - 桃太郎の海鷲（日本、アニメ）

### 4月
- 1日
  - 兵六夢物語（日本）
- 15日
  - くもとちゅうりっぷ（日本、アニメ）
- 29日
  - シンガポール總攻撃（日本）

### 5月
- 13日
  - 二刀流開眼（日本）

### 6月
- 潜水艦西へ!!（ドイツ）
- 10日
  - 若き日の歓び（日本）
- 24日
  - マライの虎（日本）

### 7月
- 1日
  - サヨンの鐘（日本）
- 15日
  - 決闘般若坂（日本）
  - 名人長次彫（日本）
- 19日
  - おかしな赤頭巾（アメリカ）
- 29日
  - 花咲く港（日本）

### 8月
- 急降下爆撃隊（ドイツ）
- 12日
  - 誓ひの合唱（日本）

### 9月
- 世界に告ぐ（ドイツ）
- 2日
  - 奴隷船（日本）
- 16日
  - 決戦の大空へ（日本）

### 10月
- 7日
  - 熱風（日本）
- 21日
  - 進め独立旗（日本）
- 28日
  - 仮面の舞踏（日本）
  - 無法松の一生（日本）

### 11月
- 11日
  - 重慶から来た男（日本）
- 18日
  - 生きてゐる孫六（日本）

### 12月
- 1日
  - 若き姿（朝鮮映画）
- 8日
  - 海軍（日本）
- 29日
  - 浪曲忠臣蔵（日本）